# Lurgan
Lurgan (irisch An Lorgain) ist eine Stadt mit gut 23.000 Einwohnern in der historischen Grafschaft Armagh in Nordirland.
Der Ort liegt an der M1 im District Armagh, Banbridge and Craigavon am Ostrand von Craigavon zwischen Portadown im Westen, Moira im Osten, Banbridge im Süden und Lough Neagh im Norden.
Der örtliche Fußballverein Glenavon FC spielt im Mourneview Park Stadion, in dem auch bereits einige internationale Spiele stattfanden.
Die Region war im Nordirlandkonflikt Operationsgebiet der Loyalist Volunteer Force, der Direct Action Against Drugs und Schauplatz von Five Minutes of Heaven.

## Persönlichkeiten
- Jay Beatty (* 2003), Fußballfan
- Joanne Bromfield (* 1982), Freestyle-Skierin
- Wilbur Cush (1928–1981), Fußballspieler
- John Dill (1881–1944), Feldmarschall
- Len Ganley (1943–2011), Snookerschiedsrichter
- Geraldine Heaney (* 1967), Eishockeyspielerin und -trainerin
- Michael Jackson (* 1956), anglikanischer Erzbischof von Dublin
- Neil Lennon (* 1971), Fußballspieler
- Tommy McKearney (* 1952), ehem. IRA-Mitglied
- George William Russell (1867–1935), Dichter
- Paddy Sloan (1920–1993), Fußballspieler und -trainer
- Norman Uprichard (1928–2011), Fußballtorhüter